# V ognju groze plapolam
V ognju groze plapolam je pesniška zbirka slovenskega pesnika Franceta Balantiča. Izšla je leta 1944. Pesmi je zbral in uredil Tine Debeljak, napisal je tudi uvod in opombe.

## Nastanek
Zbirka  je nastala po avtorjevi smrti. Pesmi so iz let med 1940 in 1942. Tine Debeljak je v teh letih zbirko uredil po vzoru Balantičeve rokopisne zbirke Muževna steblika, ki je komponirana po notranji dramatski napetosti. Debeljak je naslov zbirke priredil iz verza "V žoltem snopju groze plapolam" v pesmi Žvenket črepinj. Tak naslov se je porodil po partizanskem uničenju domobranske grahovske postojanke, v kateri je 24. novembra 1943 v požaru umrl dvaindvajsetletni France Balantič. V zbirki je zajeta skoraj celotna pesnikova zapuščina. Pesmi so vsebinsko razporejene na deset ciklov, pri naslovih le-teh pa so upoštevana tudi prejšnja Balantičeva poimenovanja. Zbirka je izšla v drugi polovici maja 1944.

## Slog
Tine Debeljak je v uvodu nakazal Balantičev slogovni razvoj. Za izhodišče njegove poezije je smatral tri sedmošolske sonete o izseljencih, za zaključek pa Drugi venec. Osrednjo pesniško tvorbo predstavljajo erotična pesem, Prvi venec in pesnitev Sin, ki zaključuje njegov obračun s poezijo mirnih časov in svoje lastne razbolenosti, odpira pa pesniški dotik z dogodki novega časa. Iz lirične podoživljajoče tematike je prešel v duhovno podano impresijo, ki se odlikuje po čutnih prispodobah s simbolnim pomenom. Erotična pesem je polna ekspresionističnih podob in barv. V kasnejših delih je zunanjo slikovitost zamenjal s treznostjo realističnih opisov sodobnih stisk in z mirnim gledanjem Boga in predmetnosti na zemlji.

Imenovali so ga pesnika ognja, pepela in smrti. Niko Grafenauer je ob trojni izdaji faksimila Balantičevih rokopisov, reprinta izdaje iz 1944 in študije Franceta Pibernika leta 2003 zapisal, da je Balantičeva poezija 
lirika, v kateri se oglašajo doživetja, ki bi jih še najbolje označil s Cankarjevo eksistencialno triado Mati-Domovina-Bog, kar pomeni, da je vsa prežeta s tistim erotizmom, v katerem najdejo svoje mesto ljubezen do matere, do ljubljene ženske, do doma in domovine, predvsem pa do Boga v bogaiskateljskem smislu. V tem doživljajskem okrožju pa na prav poseben način izstopa tudi slutnja smrti, kar je sicer značilno za drugega v istih letih življenja umrlega pesnika Srečka Kosovela, čeprav se je ta njuna slutnja uresničila v povsem različnih okoliščinah.

## Recepcija, recenzije in ocene
9. junija 1944 so v ljubljanski Drami Balantičevi prijatelji pripravili spominski večer z recitacijami njegovih pesmi. Odmevi na Balantičevo smrt in natis njegovih pesmi so segli tudi drugam. Prirejali so spominske večere, priložnostne radijske oddaje. Komisija za literarne nagrade pri Pokrajinski upravi je 28. marca 1945 predlagala Balantičevo literarno nagrado za mlade pesnike, ki naj bi jo vsako leto prejel pesnik, ki bi predložil pesniško zbirko, vredno izida. Zaradi spremenjenih zgodovinskih okoliščin do nagrad ni prišlo.
Prvo recenzijo je v Slovencu 25. maja 1944 objavil Mitja Šarabon. Karel Mauser je pripravil zapis za Knjižni razglednik Ljudske knjigarne, Janko Moder pa je zelo  ostro ocenil Debeljakovo izdajo. Očital mu je nekorektno ravnanje z Balantičevo literarno zapuščino in da je zbirko komponiral preveč pod vtisom pesnikove smrti. Knjiga se mu je zdela tehnično neprimerna, da je "njegov posmrtno izdan opus borna pepelka, sivi menišič, črn ajdov hleb". Na natis se je kritično odzval tudi Mirko Mahnič, vendar so že postavljeni članek umaknili iz tiska, prav tako tudi Debeljakov odgovor nanj.

## Odmev po letu 1945
Med posege za utrditev povojne oblasti je spadalo tudi izločanje knjig avtorjev, ki so se med vojno postavili proti NOB. Na seznamu knjig, izločenih iz javnih knjižnic, je bila tudi Balantičeva pesniška zbirka. Balantičevo zapuščino, ki jo je zbiral Tine Debeljak, so prenesli v NUK, vendar tam ni bila registrirana. Leta 1962 so jo deponirali v Arhiv Slovenije. Za Balantičevo literarno usodo je bilo pomembno, da so njegova dela s seboj odnesli politični begunci, med katerimi so bili tudi uveljavljeni književniki. Tine Debeljak je pripravil novo izdajo Balantičevih pesmi, ki so izšle v Buenos Airesu leta 1956. 
Na Slovenskem je Balantič postal simbol preganjane literature, brali so ga le v zasebnih skupinah. Na Slovenskem so potekale diskusije o tem, ali naj se Balantiču prizna njegovo mesto v slovenski literaturi ali ne. Mnogi so bili proti, saj je bil na strani "sovražnikov". V zdomstvu se je v tem času razvijala živahna publicistika, književniki so začeli objavljati analitične eseje o Balantiču in njegovi poeziji, pojavile so se prve primerjave z evropskimi avtorji, izdajale so se nove Balantičeve pesniške zbirke. V osemdesetih letih se je začel močnejši odpor do prepovedi Balantičeve poezije, ki je dosegel izdajo izbranih pesmi.